# Railmotor

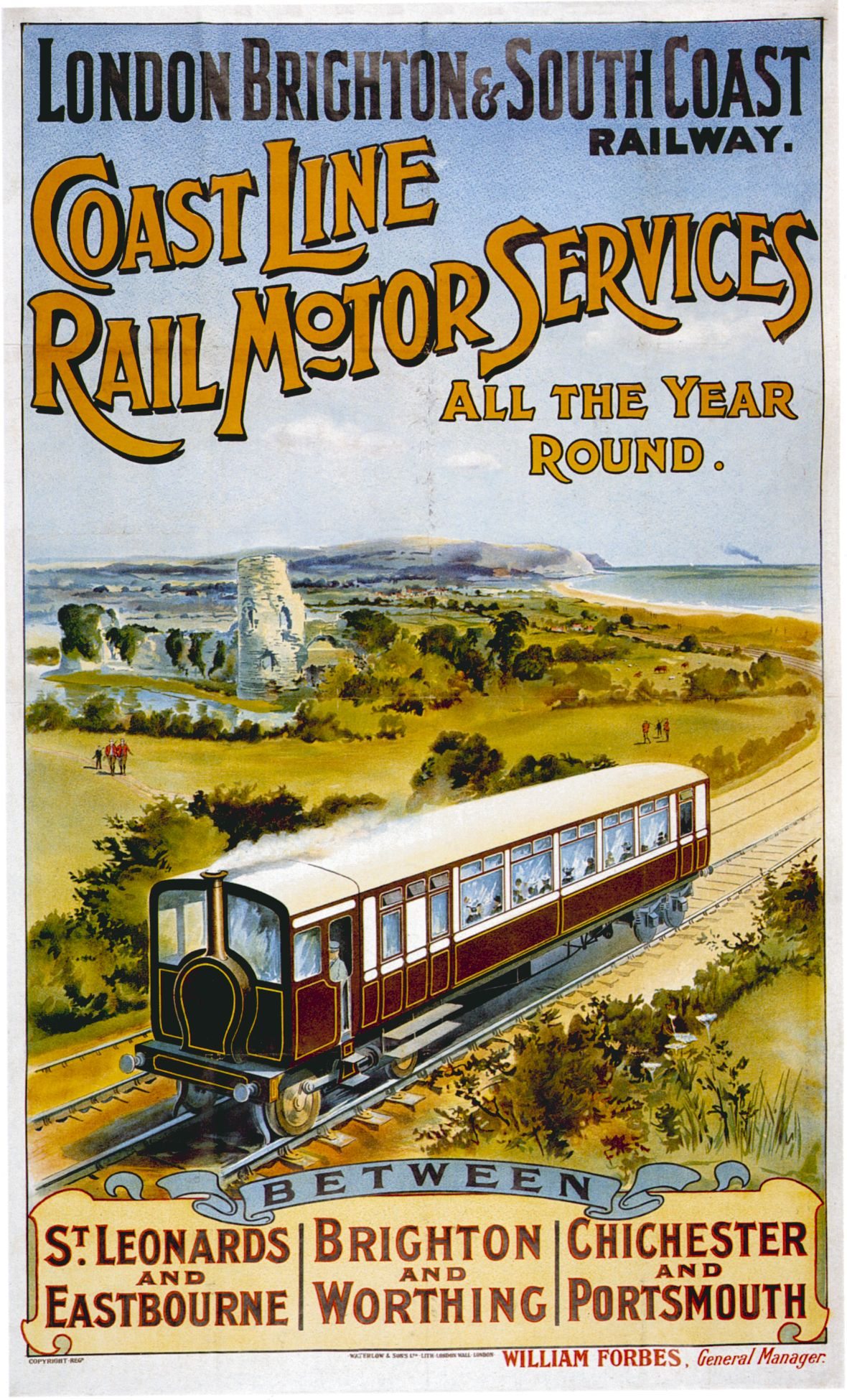
Un cartel del Ferrocarril de Londres, Brighton y de la Costa Sur, anunciando sus railmotores

Railmotor es un término utilizado en el Reino Unido y en algunos otros lugares de influencia británica para denominar a un automotor ferroviario ligero, que generalmente consiste en un coche de viajeros equipado con una unidad de tracción originalmente de vapor o posteriormente con un motor diésel o de gasolina.

## Coches de pasajeros con motor de vapor

### Aspectos generales

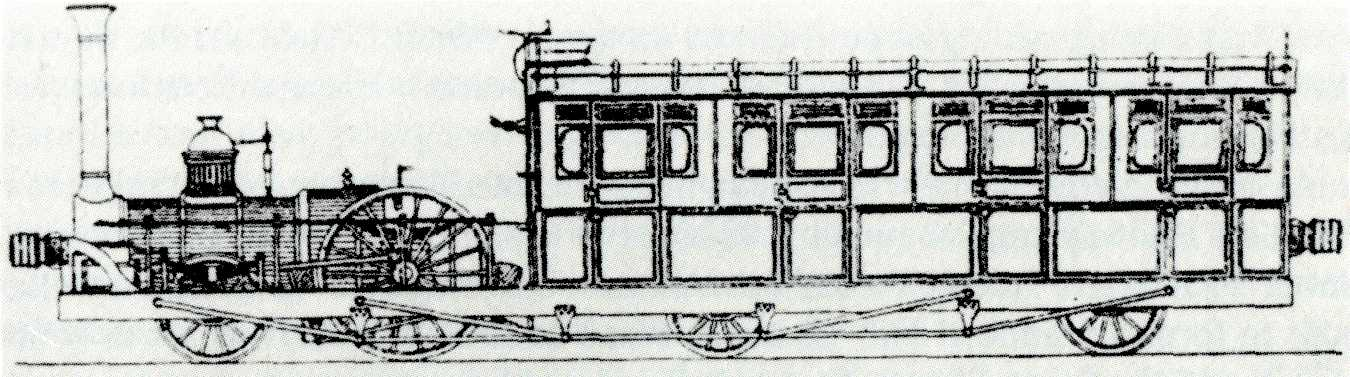
Railmotor de vapor 2-2-0 Enfield, construido por Bridges Adams para el Ferrocarril de los Condados del Este en 1849, en el que se pueden ver los topes elevados para su uso con otro material rodante

En los primeros días de los ferrocarriles se vio la necesidad de disponer de vehículos para el transporte de pasajeros que fueran económicos de construir y de operar en rutas donde el número de viajeros era reducido. Un solo coche de viajeros equipado con su propio motor fue una solución adoptada en algunos casos; esto puede considerarse como el predecesor del automotor, un término más asociado con el uso de motores de combustión interna.
William Bridges Adams comenzó a construir motores ferroviarios en pequeñas cantidades ya en 1848, lo que dio pie a que el Ferrocarril de Brístol y Exeter empleara los primeros coches de vapor.
En la mayoría de los casos, los primeros diseños no tuvieron éxito técnicamente, pero en los primeros años del siglo XX, los tranvías de pasajeros que circulaban por las calles comenzaron a utilizar pequeñas máquinas de vapor para arrastrar los tranvías, reemplazando la tracción habitual con animales de tiro. En muchos casos, los tranvías pronto adoptaron la tracción eléctrica en su lugar, y el atractivo del medio de transporte barato y frecuente supuso la reducción del negocio de los ferrocarriles en las zonas urbanas.
Los ferrocarriles respondieron abriendo nuevas paradas (para servir más de cerca a las nuevas viviendas de los suburbios) y buscaron reducir su costo operativo reintroduciendo los railmotores, que eran más baratos de construir y operar que un tren completo.
La idea tuvo éxito rápidamente, y pronto fue adoptada por el Ferrocarril de Londres y del Noroeste, el Ferrocarril de Lancashire y Yorkshire, el Ferrocarril de Londres, Brighton y de la Costa Sur, el Gran Ferrocarril del Norte de Escocia y el Great Western Railway.
No obstante, estos pequeños automotores tenían una serie de desventajas, dado que su frecuencia y la cercanía de sus paradas no podían igualar a las de los tranvías. Además, los requerimientos intrínsecos de instalar una máquina de vapor dentro del limitado espacio disponible, hacía que estos vehículos fueran mecánicamente ineficientes, y su potencia era (en la mayoría de los diseños) insuficiente para remolcar furgones adjuntos para paquetería o coches adicionales en momentos de máxima demanda, como los días festivos; y en casi todos los casos aún requerían una tripulación de tres hombres (maquinista, fogonero e interventor), un gasto significativo en comparación con el tripulante único de un tranvía.
También surgieron problemas operativos y de mantenimiento en las compañías de ferrocarril, acostumbradas a tratar las locomotoras y los coches como entidades separadas: dar servicio al coche motorizado en un cobertizo o taller de locomotoras con frecuencia ensuciaba su carrocería y su interior, y algunos diseños requerían que se realizara algún trabajo mecánico desde el interior, lo que agravó el problema. Estacionar railmotores en los cobertizos de los coches significaba introducir el humo, el vapor, las cenizas y el polvo de la unidad automotriz en un entorno relativamente limpio, y requería más esfuerzo para mantener no solo el automotor, sino también los otros coches limpios. Además, las cocheras no tenían personal capacitado para dar el servicio y el mantenimiento que requerían las unidades motorizadas. Algunos ferrocarriles invirtieron en cobertizos dedicados especialmente a dar servicio a los railmotores, pero esto simplemente introdujo costos adicionales de funcionamiento y de dotación que redujeron aún más la supuesta economía de operación de estas unidades.

### Diseños
Había dos diseños básicos:

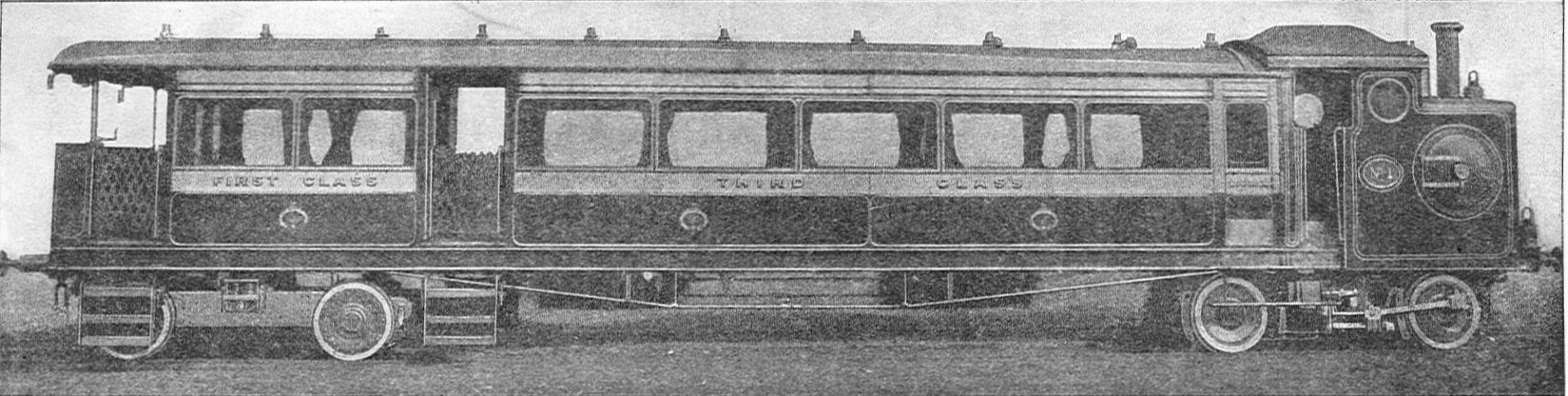
Railmotor 0-2-2 del Ferrocarril de Taff Vale, hacia 1912

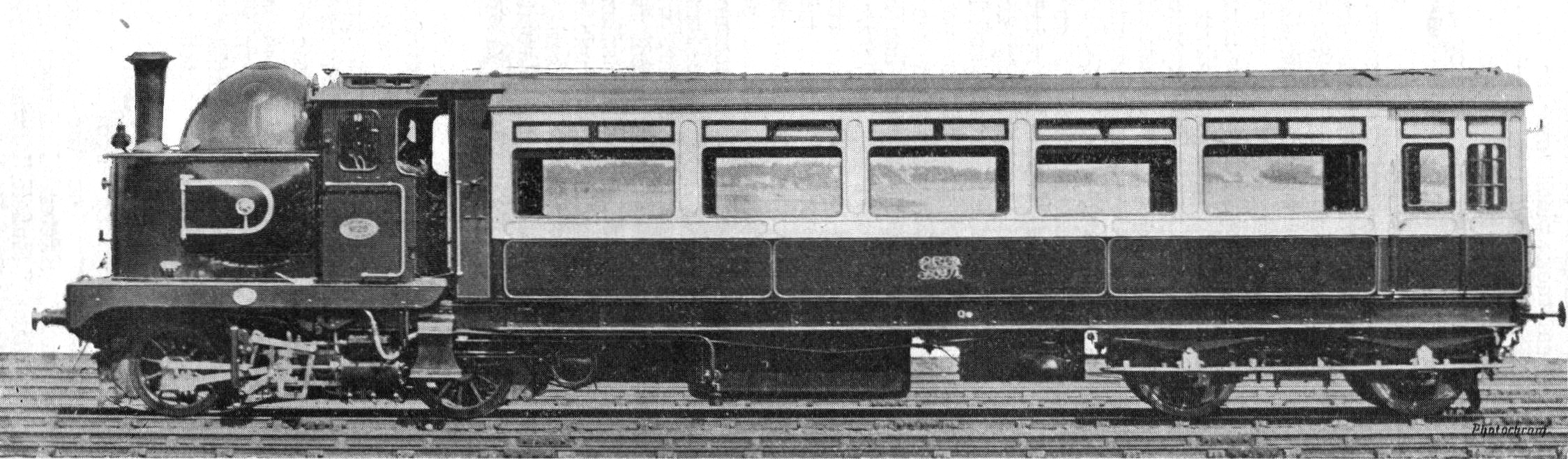
Railmotor de vapor del Gran Ferrocarril del Norte de Escocia (Railway Magazine, 100, octubre de 1905)

- Una pequeña locomotora de vapor 0-4-0 o 0-2-2 con el extremo de un coche colgado como el remolque de un camión articulado.
- Un automotor con una máquina de vapor integrada en uno de sus extremos. Este tipo a veces disponía de una caldera vertical.

Estas máquinas no tuvieron un gran éxito porque carecían de flexibilidad. La mayoría podía transportar un solo remolque, pero no más. Esto significó que no podían hacer frente a una demanda de pasajeros superior a la esperada, como los días de mercado ocupados en un ramal rural poco utilizado. Tampoco podían transportar vagones de mercancías, lo que requería que una locomotora convencional estuviera estacionada en la misma línea en cualquier caso para acometer estas funciones. En varias ocasiones, los railmotores fueron víctimas de su propio éxito: la mayor frecuencia de servicio y el material rodante más moderno del que disponían, además de la apertura de paradas adicionales en las líneas que a menudo se destinaban al servicio con automotores, generaron aumentos significativos en el número de pasajeros y mercancías. Esto requería la adición de remolques con su propio motor para satisfacer la demanda que sobrecargaba la maquinaria de baja potencia de muchos diseños de motores ferroviarios, especialmente en rutas con pendientes pronunciadas. Por esta razón, fueron reemplazados en gran medida por los trenes reversibles, y el GWR convirtió algunos de sus railmotores en autocoches para este propósito. El Ferrocarril del Sureste y Chatham construyó su Clase P de locomotoras cisterna pequeñas y livianas específicamente para reemplazar a los railmotores en la década de 1900, mientras que el Ferrocarril de Londres y del Suroeste presentó sus unidades de la Clase C14, que eran esencialmente secciones autónomas que permitían disponer de una mayor flexibilidad al separar el motor y el habitáculo para los pasajeros, permitiendo arrastrar o empujar trenes.

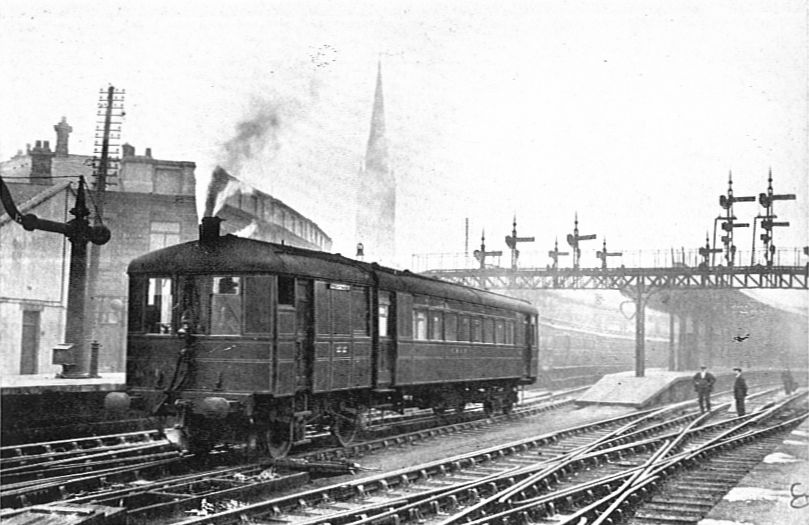
Railmotor de vapor Sentinel-Cammell del LNER

A finales de la década de 1920, hubo otro renacimiento de los railmotores, con la introducción de nuevos diseños de Clayton y Sentinel con motores de vapor de alta velocidad y transmisión por engranajes. El Ferrocarril de Londres y del Noreste compró más de 80, pero nuevamente duraron poco. Algunos no duraron más de 10 años y todos habían sido retirados del servicio en 1947.

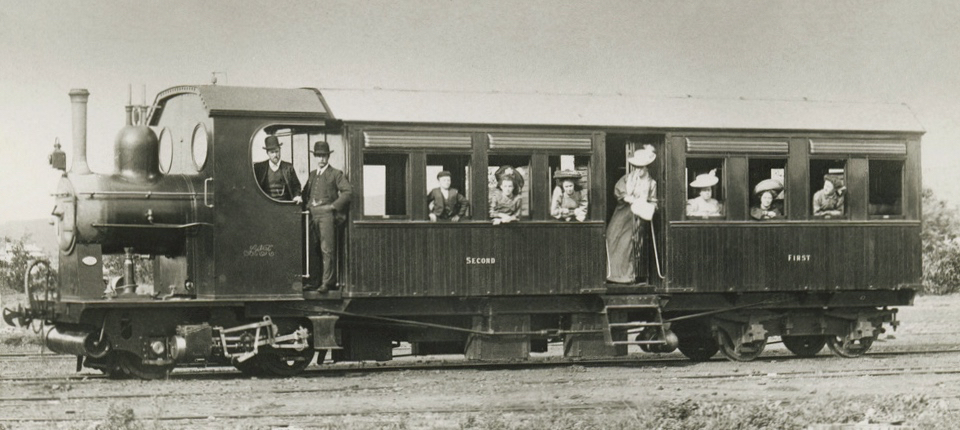
"Coche de vapor" no. 1 de los Ferrocarriles de Australia del Sur, pronto apodado "The Coffee Pot" (La Cafetera), fotografiado en 1906. Restaurado en 1984, funciona en el Ferrocarril de Pichi Richi, en Quorn, Australia del Sur

Desde la década de 1930, el automotor diésel hizo grandes progresos, y en la década de 1950 el railmotor quedó relegado a la historia. La capacidad de los sistemas diésel para emplear el control de unidades múltiple se convirtió en una ventaja decisiva.

### Ejemplos en ferrocarriles patrimoniales
Reino Unido
La Great Western Society, con sede en Didcot, ha restaurado un automotor de vapor del GWR construido en 1908 para su puesta en servicio. Opera regularmente durante el verano y ha visitado otros ferrocarriles preservados en el oeste de Inglaterra y de Gales. También operó en la línea principal entre Liskeard y Looe en noviembre de 2012.
Otro ejemplo en su mayoría completo es un automotor del Ferrocarril de Midland, que luego se convirtió en un salón de agentes ferroviarios para tareas de inspección. Se conservó desde 1968 como casa de vacaciones, luego fue al Museo Nacional del Ferrocarril, donde el almacenamiento exterior inadecuado provocó su deterioro. Posteriormente se trasladó a una granja en 2015 y permanece allí desde mayo de 2019.
En Irlanda del Norte, una línea patrimonial, el Ferrocarril de Downpatrick y County Down (D&CDR), posee un ejemplo de un railmotor del Ferrocarril de Belfast y County Down, que se convirtió en un remolque de conducción de tren automotor mientras estaba en servicio. Después de su retirada, se utilizó como alojamiento privado en un campo antes de volver a ponerlo en funcionamiento. El D&CDR también posee la unidad n.º 90 del Gran Ferrocarril del Sur y del Oeste, que se construyó en 1875 como un railmotor, pero al que se le quitó la parte remolcada en 1915.
Australia
(En Australia, el término "railmotor" se usó en algunos estados, especialmente en Nueva Gales del Sur, con una tradición ferroviaria fuertemente influida por los británicos mientras que en otros lugares se aplicó una tradición más estadounidense, como en los Ferrocarriles de la Commonwealth y en los Ferrocarriles del Sur de Australia. Ejemplos de automotores en Nueva Gales del Sur fueron las Clases 400 y 500 y la Clase CPH conocidas como "Liebres de hojalata", y en Victoria el Walker railmotor. Vehículos similares en el sur de Australia, como el Brill Clase 75, se denominaron "automotores".
Un railmotor de vapor construido en Gran Bretaña de 1905 se opera en el Ferrocarril de Pichi Richi: el antiguo Coche de Motor de Vapor del Ferrocarril Suraustraliano (SMC) no. 1, es el único ejemplo de este tipo que opera en el mundo. El coche motorizado, construido por Kitson and Company de Leeds, Inglaterra, dispone de una pequeña caldera de vapor sobrecalentado y una cabina montada sobre un bastidor inferior de cuatro ruedas (de 720 mm de diámetro). Dos cilindros exteriores que entregan 2015 libras (8,96 kN) de esfuerzo de tracción impulsan el eje trasero, que es el único accionado. El engranaje de la válvula es del tipo Walschaerts. La cabina, acabada en madera teñida de roble oscuro y barnizada, fue construida por la Compañía de Coches y Vagones Ferroviarios Fusionados Metropolitanos de Birmingham. El compartimiento de primera clase tiene elaborados patrones prensados en el techo y suelo alfombrado; la segunda clase tiene techo liso y suelo de linóleo. Los asientos están tapizados con cuero sintético; nueve asientos de primera clase y trece de segunda clase se distribuyen en compartimentos separados.
El SMC no. 1 recibió el sobrenombre de "Cafetera" después de que los ferroviarios escribieran con tiza "Café" y "Cacao" en dos barriles de agua que se habían colocado en los estribos a ambos lados, como suministro de agua supletorio. El sobrenombre se ha conservado con posterioridad.
Los Ferrocarriles del Sur de Australia inauguraron el vehículo en agosto de 1906 en la Gran División del Norte de vía estrecha. Una unidad similar se envió a la División Sureste. Su cometido habitual era realizar un viaje semanal a Hawker, a 65 km (40 mi) de distancia, remolcando un furgón de cuatro ruedas para transportar paquetería y correo. Fue alquilado los fines de semana, a menudo por clubes de tenis y fútbol. Pasó toda su vida útil operando desde el depósito de locomotoras de Quorn hasta 1932, cuando se almacenó y, más tarde, se exhibió públicamente en Puerto Augusta y Alice Springs. En 1975, la Sociedad de Preservación del Ferrocarril de Pichi Richi lo devolvió a Quorn para que se restaurara y se pusiera en funcionamiento. Después de un intenso trabajo, se volvió a poner en servicio en 1984 y ahora funciona a intervalos regulares.

## Flotas
| Operador                                           | País        | Introducción                                  | Baja    | Cantidad | |
| -------------------------------------------------- | ----------- | --------------------------------------------- | ------- | -------- | --- |
| Ferrocarril de Barry                               | Gales       | 1905                                          | 1914    | 2        | Convertidos a coches compuestos de bogies (Diagrama 14) |
| Ferrocarril de Belfast y County Down               | Irlanda     | 1905                                          | 1959    | 3        | Convertidos a coches de automotor, y luego el tercero a [furgón de frenos]] convencional. El n.º 2 se conserva en el Ferrocarril de Downpatrick y County Down |
| Ferrocarril de Brístol y Exeter                    | Inglaterra[ | 1850                                          | 1851    | 1        | Véase Coche de vapor Fairfield del Ferrocarril de Bristol y Exeter |
| Ferrocarriles del Gobierno de El Cabo              | Sudáfrica   | 1906                                          | c. 1918 | 1        | Creado por NBL y por Metropolitan Amalgamated Railway Carriage & Wagon |
| Ferrocarril de Cardiff                             | Gales       |                                               |         |          | |
| Ferrocarriles Centrales de Sudáfrica               | Sudáfrica   | 1907                                          | c. 1921 | 1        | Creado por Kitson y Metropolitan Amalgamated Railway Carriage & Wagon |
| Ferrocarril de los Condados del Este               | Inglaterra  | 1847                                          |         |          | |
| Ferrocarril de Furness                             | Inglaterra  | 1905                                          | 1918    | 2        | Se conserva el remolque de railmotor n.º 193 |
| Gran Ferrocarril Central                           | Inglaterra  | 1904                                          |         | 3        | |
| Great Northern Railway                             | Inglaterra  | 1905                                          | 1927    | 6        | |
| Gran Ferrocarril del Norte de Escocia              | Inglaterra  | 1905                                          | 1909    | 2        | Sobrevive una berlina con carrocería de railmotor |
| Gran Ferrocarril del Sur y del Oeste               | Irlanda     | 1904                                          | 1915    |          | |
| Great Western Railway                              | Inglaterra  | 1903                                          | 1935    | 99       | Véase automotores de vapor del GWR |
| Ferrocarril de Lancashire y Yorkshire              | Inglaterra  | 1905                                          | 1948    | 20       | L&YR railmotores utilizados en 'Altcar Bob' y otros servicios |
| Ferrocarril de Londres y del Noreste               | Inglaterra  | 1925                                          | 1948    | 80       | Automotores de vapor Sentinel |
| Ferrocarril de Londres y del Suroeste              | Inglaterra  | 1901                                          | 1903    | 15       | |
| Ferrocarril de Londres, Brighton y de la Costa Sur | Inglaterra  | 1905                                          |         | 2        | |
| Ferrocarril de Midland                             | Inglaterra  | 1904                                          | 1907    |          | Algunos se convirtieron en salones para los agentes ferroviarios alrededor de 1907, pero el equipo no se retiró hasta alrededor de 1917. El n° 2234 se conserva en condiciones de salón convertido. |
| Ferrocarriles del Gobierno de Nueva Gales del Sur  | Australia   | 1923                                          | 1983    | 37       | Véase CPH railmotor y Creamy Kate and Trailer |
| Ferrocarril Ligero de Nidd Valley                  | Inglaterra  | 1921                                          | 1929    | 1        | Ex-Great Western Railway |
| Comité de los Condados del Norte                   | Irlanda     | 1905                                          | 1913    | 2        | |
| Ferrocarril del Norte de Staffordshire             | Inglaterra  | 1905                                          | 1927    | 3        | |
| Ferrocarril de Port Talbot                         | Gales       | 1906                                          | 1915    | 1        | Vendido a la Autoridad del Puerto de Londres, retirado en 1926. |
| Ferrocarril de Rhymney                             | Gales       |                                               |         |          | |
| Ferrocarriles de Sudáfrica                         | Sudáfrica   | 1929                                          |         | 1        | South African Clayton Railmotor, creado por Clayton Carriage and Wagon |
| Ferrocarriles Australianos del Sur                 | Australia   | 1906–1932; después de 1984–presente (en 2019) |         | 2        | Automotor de vapor de los Ferrocarriles Australianos del Sur no. 1 ("Cafetera") (durante un breve tiempo Ferrocarriles de la Commonwealth NJAB 1) está operativo en el Ferrocarril de Pichi Richi. Disposición de ruedas 2-2-0WT. Unidad motorizada de Kitson & Co. de Leeds, Inglaterra; coche de Metropolitan Amalgamated Railway Carriage and Wagon Co. de Birmingham. |
| Ferrocarril del Sureste y Chatham                  | Inglaterra  | 1904                                          |         | 8        | |
| Ferrocarriles de Sri Lanka                         | Sri Lanka   | 1904                                          |         | 1        | |
| Ferrocarril de Taff Vale                           | Gales       |                                               |         | 16       | |
| Ferrocarriles de Victoria                          | Australia   |                                               |         |          | |

## Lectura adicional
- Dempsey, G Drysdale (1857). «Extracts from a Rudimentary Treatise on the Locomotive Engine». Broadsheet (Reprinted from Book) (Broad Gauge Society) (55): 24-26.
- Kichenside, G.M. (1964). Railway Carriages, 1839-1939. London: Ian Allan.
- Parkhouse, Niel; Pope, Ian. «The Rise and Fall of the Steam Rail Motor». Archive (Lightmoor Press) (3): 39-46. ISSN 1352-7991.
- Mountford, Eric R (1987). The Barry Railway, Diagrams and photographs of Locomotives, Coaches and Wagons. Oxford: Oakwood Press.